# Lucía Raynero Morales
Lucía Raynero Morales   (Caracas, 3 de desembre de 1955) és una historiadora veneçolana, Professora visitant Andrés Bello a la Universitat d'Oxford entre els anys 2009 i 2010, i investigador de la Universitat Catòlica Andrés Bello (UCAB). Abans de marxar per convertir-se en la Càtedra Bello a Oxford, Raynero va escriure una biografia sobre José Gil Fortoul.
Va assistir a l'Institut Multinacional d'Estudis Americans de la Universitat de Nova York com a becària visitant Fulbright de 1999. El 2009, Raynero va ser membre del comitè La Independencia de Venezuela 200 años después (La independència de Veneçuela 200 anys després).

## Infància i estudis
Lucía Raynero Morales va néixer el 3 de desembre de 1955 a Caracas, Veneçuela. Va obtenir la llicenciatura en educació amb una acadèmica menor en ciències socials de la Universitat Catòlica Andrés Bello el 22 d'octubre de 1982. El 31 de març de 1989, Raynero va obtenir el seu màster en arts d'Història de les Amèriques, summa cum laude de la mateixa universitat. El 1999, Raynero va assistir a l'Institut Multinacional d'Estudis Americans de la Universitat de Nova York com a becària visitant Fulbright.
Raynero va rebre el seu doctorat en Filosofia en Història, summa cum laude, el 28 d'abril de 2006, d'Andrés Bello. Raynero va publicar la seva tesi La concepción de la historia en la historiografía venezolana del siglo XIX, 1830-1865.

## Carrera professional
El 1982, Raynero va obtenir la llicència educativa i es va convertir en professora ajudant impartint seminaris sobre la història de Veneçuela. Del 1989 al 1994, va impartir classes d'història contemporània i civilitzacions orientals a la Universitat Metropolitana. El 1990, Raynero també va començar a exercir simultàniament a la UCAB. Ella es va convertir en professora associada a temps complet de la UCAB School of Education el 1993. Raynero va començar a impartir assignatures de nivell superior, III i IV, en història com a professora titular. El 2007 es va convertir en cap de departament de la universitat de Ciències Socials. També el 2007, Raynero es va convertir en investigadora del Centre d'Investigació i Formació Humanística de la UCAB.

## Selecció d'obres
- La nocion de libertad en los politicos venezolanos del siglo XIX (2001). Caracas: UCAB
- Juan Vicente Gonzalez (2006).Caracas: El Nacional/Banco del Caribe[5]
- Clio frente al espejo (2007). Caracas: Academia Nacional de la Historia
- Rafael Maria Baralt (2007). Caracas: El Nacional/Bancaribe[6]
- Jose Gil Fortoul (2009). Caracas: El Nacional/Fundacion Bancaribe.